# Alfonso González Campos
Alfonso González Campos fue teniente de la Guardia de Asalto española. Fusilado el 11 de agosto de 1936.

## Guerra Civil

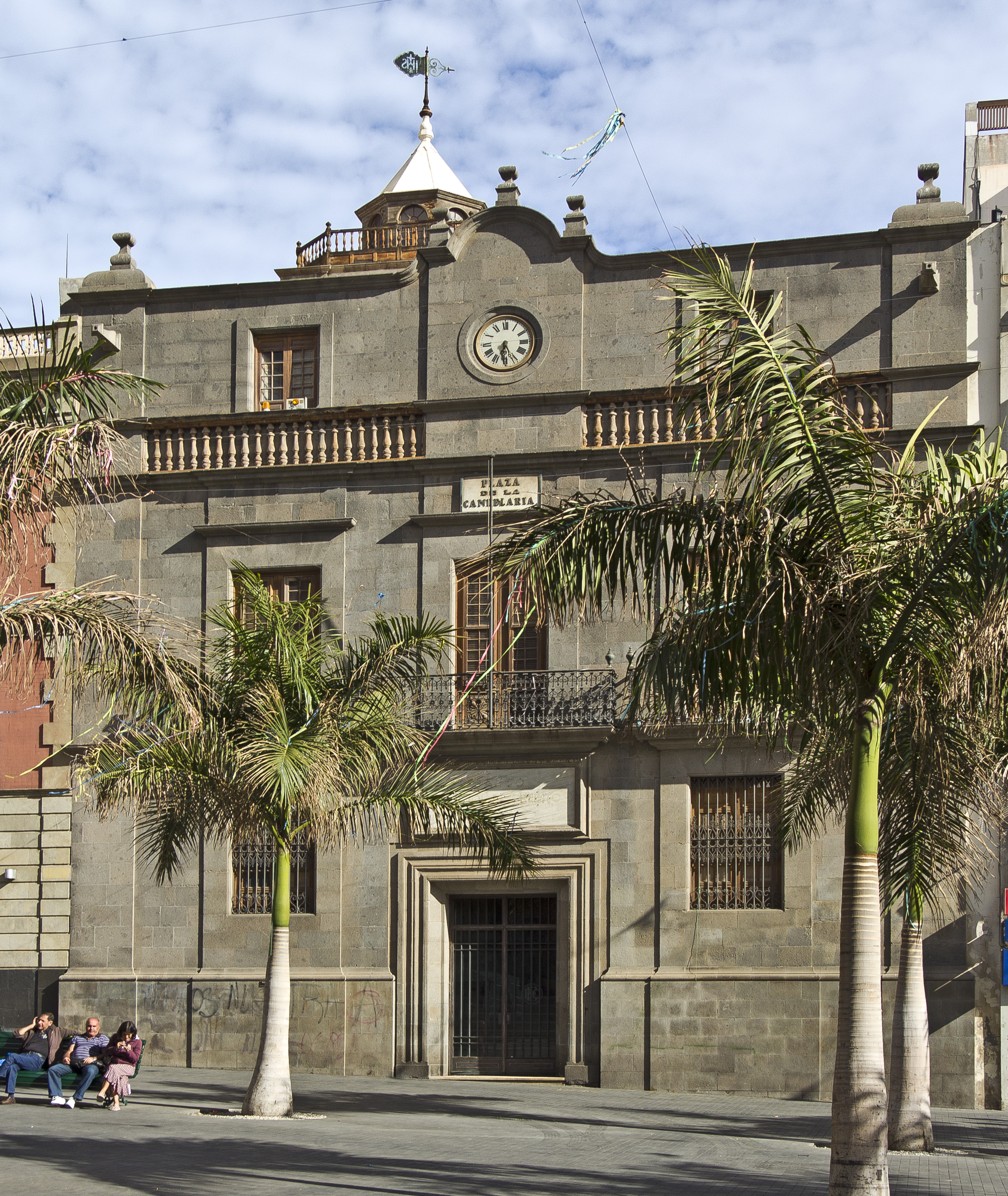
Palacio de Carta, sede del Gobierno Civil en 1936.

El 18 de julio de 1936 se sublevó el Ejército en la localidad de Santa Cruz de Tenerife a las 5.00 horas de la madrugada. Los militares sublevados bajaron desde la Comandancia Militar, sita en la plaza de Weyler, por la calle Fermín Galán hasta el Gobierno Civil, situado en la plaza de la Constitución. Sobre las cinco y cuarto de la madrugada, el comandante Alfonso Moreno Ureña entró en el despacho del gobernador civil Manuel Vázquez Moro, pistola en mano, comunicándole la orden superior de destituirlo y detenerlo. Con él se encontraban el secretario del Gobierno Civil, Isidro Navarro López, y el teniente de la Guardia de Asalto, Alfonso González Campos, que con el cabo Francisco Muñoz Serrano y otros guardias intentaron proteger al gobernador y evitar un enfrentamiento. De pronto, hubo un cruce de disparos incontrolado, y dos hombres resultaron heridos: Francisco Muñoz Serrano y Santiago Cuadrado Suárez. La llegada de nuevos efectivos militares golpistas hizo que los guardias de asalto se rindieran. A los pocos minutos, los heridos fallecieron.

## Fusilamiento
González Campos fue encarcelado. Condenado en Consejo de Guerra celebrado el 3 de agosto a la pena máxima, fue fusilado el 11 de agosto de 1936.